# Смолёвка башкирская
Смолёвка башкирская (лат. Silene baschkirorum) — вид травянистых растений рода Смолёвка (Silene) семейства Гвоздичные (Caryophyllaceae).

## Распространение и экология
Волго-Уральский горно-степной эндемик. Ареал вида охватывает крайний юго-восток европейской части России, Средний и Южный Урал. Произрастает в тырсовых степях, на перегнойно-карбонатной щебнистой почве.

## Ботаническое описание
Травянистое двулетнее растение до 50 см высотой. Стебель часто от основания ветвистый, внизу вместе с листьями очень коротко опушённый. Нижние стеблевые и прикорневые листья лопатчатые.
Соцветие — раскидистая или кистевидная метёлка. Чашечка 3-4 мм длины и 2-4 мм ширины. Лепестки с внутренней стороны белые, снаружи зеленоватые.
Цветёт в июне—июле.